# Julius Röntgen

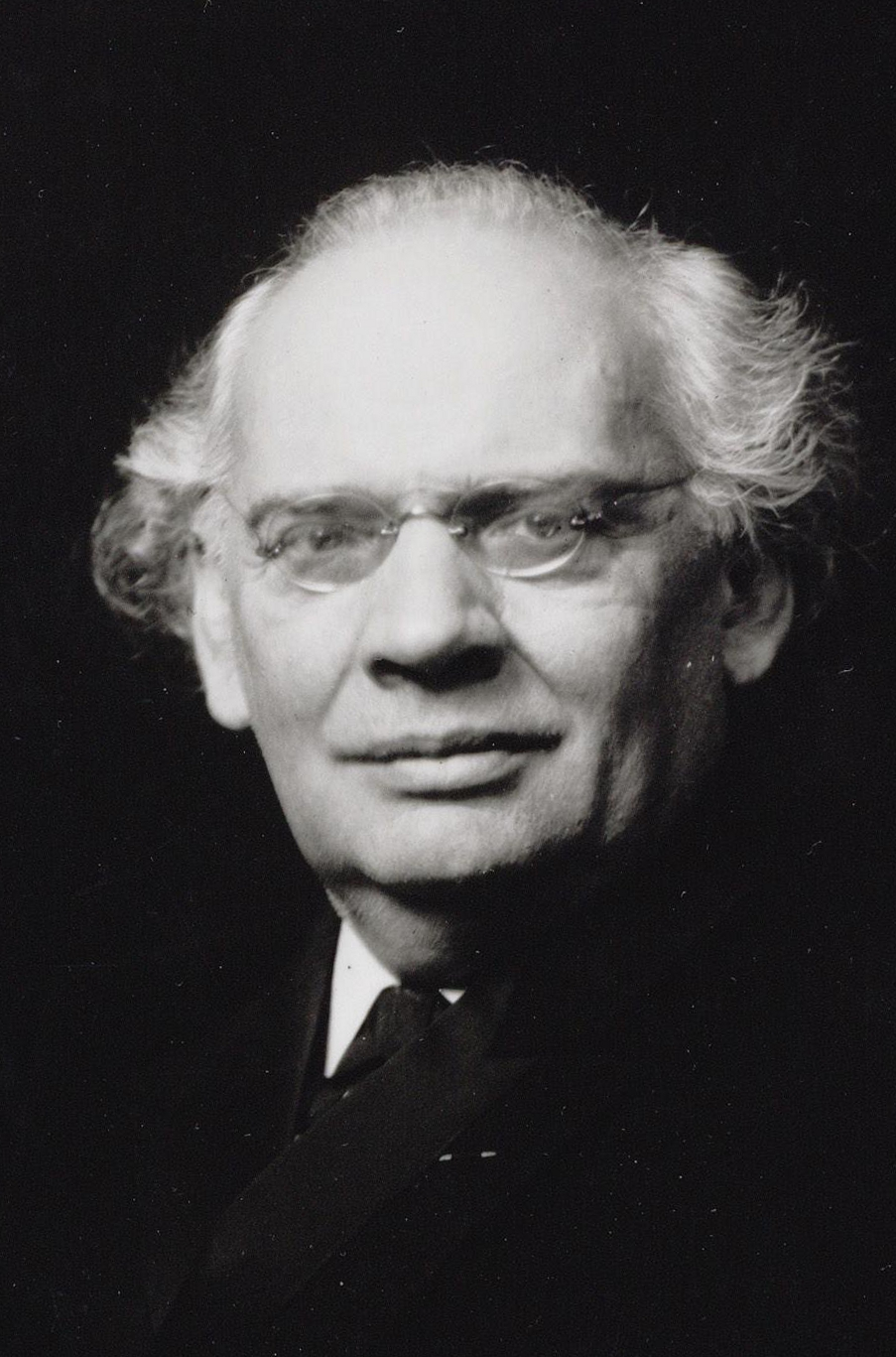
Julius Röntgen, 1918

Julius Röntgen (* 9. Mai 1855 in Leipzig; † 13. September 1932 in Utrecht) war ein deutsch-niederländischer Komponist und Pianist.

## Leben
Julius Röntgen entstammt einer deutsch-niederländischen Musikerfamilie. Sein Vater Engelbert Röntgen war Konzertmeister des Leipziger Gewandhausorchesters, Röntgen war entfernt verwandt mit dem Physiker und Nobelpreisträger Wilhelm Conrad Röntgen. Seine Mutter Pauline Röntgen war Pianistin und entstammte der angesehenen Leipziger Musikerfamilie Klengel. Julius Klengel, Cellist am Gewandhaus, war sein Cousin.
Er war ein besonders begabtes Kind und besuchte, ebenso wie seine beiden Schwestern, keine Schule. Von den Eltern und Großeltern wurden sie in Musik unterrichtet, für die anderen Fächer waren Privatlehrer zuständig. Seine ersten Klavierstunden erhielt Röntgen von Carl Reinecke, dem Direktor des Gewandhausorchesters. Seine ersten Kompositionen (schon als Kind) waren von Reinecke, aber ebenso von Robert Schumann, Franz Liszt und Johannes Brahms beeinflusst.
Im März 1870, im Alter von 14 Jahren, besuchte Röntgen Franz Liszt in Weimar und bekam nach einem Vorspiel eine Einladung zu einer Soiree in Liszts Haus.
Später ging Röntgen nach München, wo er bei Franz Lachner, einem Freund Franz Schuberts, Klavier studierte. Mit 18 Jahren begann er eine Karriere als professioneller Pianist. Eine Konzertreise durch den Süden Deutschlands führte ihn mit dem 29-jährigen Sänger Julius Stockhausen zusammen. Ebenso in dieser Zeit lernte er die schwedische Musikstudentin Amanda Maier kennen, die er 1880 heiratete.
1877 stand Röntgen vor einer sein Leben prägenden Entscheidung, entweder nach Wien oder nach Amsterdam zu gehen. Er entschied sich für Amsterdam und eine Stelle als Klavierlehrer an der dortigen Musikschule. Professor Loman, Theologieprofessor an der Amsterdamer Universität und eine bedeutende Figur im Kulturleben der Stadt, der mit Röntgens Vater befreundet war, versprach den Eltern, den 22 Jahre alten Sohn unter seine Fittiche zu nehmen.
Einem Brief vom Dezember 1877 ist zu entnehmen, dass Röntgen die Musikschule als Ort von Kindern und Dilettanten beschreibt, die, da sie nicht öffentlich unterstützt wird, mehr auf die Anzahl als auf die Qualität ihrer Studenten schaut.
In der Zeit zwischen 1878 und 1885 besuchte Johannes Brahms oft Amsterdam und lernte dort auch Röntgen kennen. 1884 spielte Röntgen unter Brahms’ Leitung dessen Klavierkonzert Nr. 2 B-Dur op. 83. 1883 gründete er das „Amsterdamsch Conservatorium“ (Conservatorium van Amsterdam) zusammen mit den Komponisten Frans Coenen und Daniel de Lange.
1884 begann die Planung eines neuen Konzertsaales, des Amsterdamer Concertgebouws, in die Röntgen stark involviert war. Er bewarb sich 1888 um die Leitung des Orchesters, das inzwischen in diesem Saal spielte, wurde aber stark enttäuscht, als man dem Deutschen Hans von Bülow den Vorzug geben wollte. Das Komitee hatte Zweifel an den künstlerischen Fähigkeiten Röntgens als Dirigent, andererseits stand von Bülow aus zeitlichen Gründen nicht zur Verfügung. Letztlich entschied man sich für den Violinisten Willem Kes.

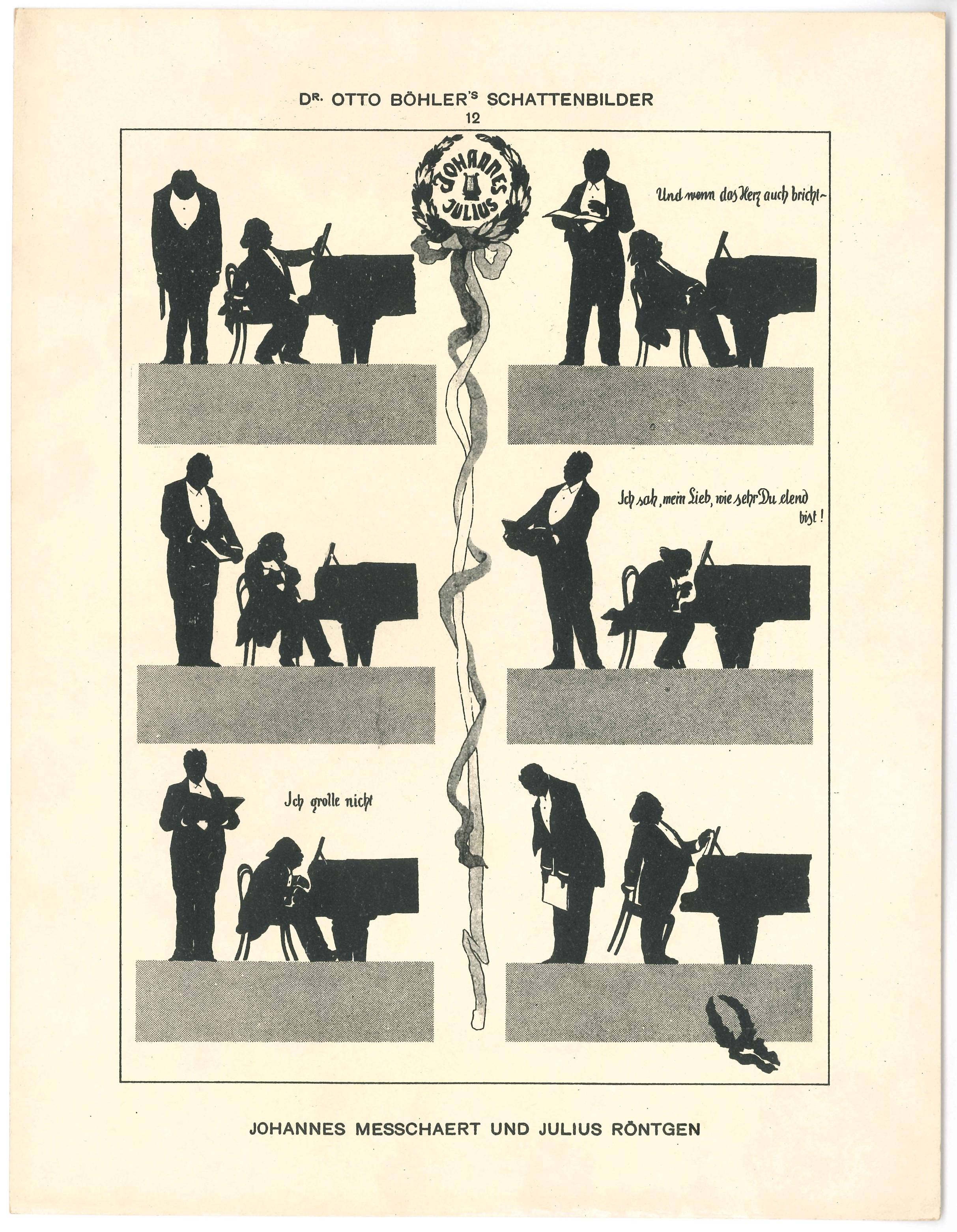
Messchaert und Röntgen.
Schattenbild von Otto Böhler

Röntgen wandte sich verstärkt dem Komponieren von Kammermusik und seiner Arbeit für das Konservatorium zu. Als begleitender Pianist des großen Violinisten Carl Flesch, des Sängers Johannes Messchaert und des Cellisten Pau Casals feierte er große Erfolge. Mit Messchaert besuchte er mindestens einmal im Jahr Wien, wo er immer wieder auch Brahms traf.
In dieser Zeit entstand auch die Freundschaft mit dem norwegischen Komponisten Edvard Grieg, den er oft in seiner Villa Troldhaugen in Bergen besuchte. Grieg wiederum besuchte mehrmals Amsterdam, um dort im Concertgebouw aufzutreten. Die Freundschaft mit Grieg war von entscheidender Bedeutung für die Entwicklung der Musik Röntgens. Als Grieg 1907 in Norwegen starb, hat er sich auch noch mit dem Nachlass des berühmten norwegischen Komponisten beschäftigt. Röntgen schrieb nach Griegs Tod eine interessante Biographie in niederländischer Sprache mit Teilen ihres ausgedehnten Briefwechsels.
Während der künstlerischen Ruhezeit im sommerlichen Amsterdam reiste Röntgen mit seiner Familie häufig nach Dänemark, wo er Bodil de Neergaard kennenlernte. In diesem für Dänemarks musikalisches Leben sehr wichtigen Haus „Fuglsang“ lernte er unter anderen die dänischen Komponisten Emil Hartmann und Carl Nielsen kennen. Daraus entwickelte sich eine lange künstlerische fruchtbare Beziehung und eine enge Beziehung zu Dänemark, was dazu führte, dass seine Söhne fließend Dänisch lernten.
Für einige Jahre bildete Röntgen mit seinen Söhnen aus der ersten Ehe ein Klaviertrio. Aus seiner zweiten Ehe (1897) mit der Klavierlehrerin Abrahamina des Amorie van der Hoeven (seine erste Frau Amanda war 1894 gestorben) gingen weitere vier Söhne hervor, von denen drei ebenfalls eine professionelle Musiker-Laufbahn einschlugen.
Kurz nach dem Ersten Weltkrieg (1919) wurde Röntgen niederländischer Staatsbürger. Der Grund war, dass sein erster Sohn aus zweiter Ehe, Johannes, zum deutschen Kriegsdienst aufgefordert wurde. Sein zweiter Sohn aus erster Ehe, der Cellist Engelbert, der nach Amerika auswanderte, wurde Soldat in einer Sanitätskompanie der US-Armee. Die Folge war, dass Röntgen viele Jahre nicht in seinem Heimatland als Musiker auftreten konnte.

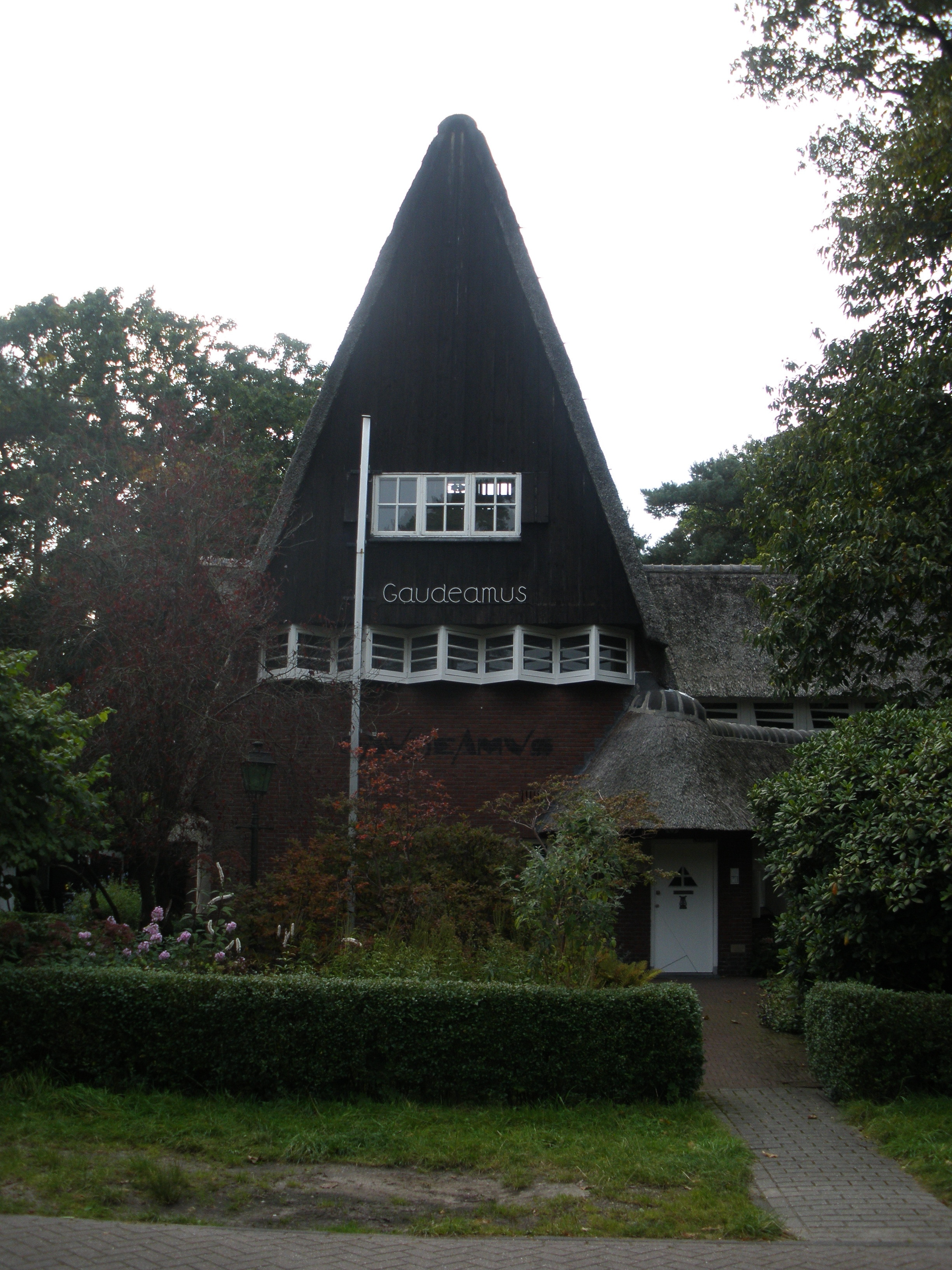
Villa Gaudeamus

1924 ging Julius Röntgen in den Ruhestand. Er zog nach Bilthoven bei Utrecht. Sein Sohn Frants baute ihm dort den Landsitz Gaudeamus im Stil der „Amsterdamer Schule“. Das Musikzimmer war rund und „schwebte sozusagen über der Erde“: Der Architekt hatte das Musikzimmer auf ein kleines Fundament an der Villa gestellt. Während der letzten acht Jahre seines Lebens schuf er noch etwa 100 Kompositionen, meist Kammermusiken und Lieder, jedoch auch 25 Sinfonien, von denen nur drei zu seinen Lebzeiten aufgeführt wurden.
Auf Gaudeamus besuchten ihn viele weithin bekannte Musiker, u. a. der spanische Cellist Pau Casals und der junge australische Pianist und Komponist Percy Grainger. Röntgen lehrte Musikanalyse, besonders über Kompositionen von Hindemith, Strawinski, Schönberg und Willem Pijper.
1928 besuchte Röntgen seinen Sohn Engelbert in den Vereinigten Staaten. Letzterer leitete inzwischen bei der Metropolitan Opera in New York die Cellistengruppe. Begeistert war er dort von der Jazzmusik. Besonders der junge Komponist George Gershwin hat einen tiefen Eindruck auf ihn gemacht. Einige Kompositionen in den letzten Jahren wurden von der Jazzmusik beeinflusst.
In seinem letzten Jahr experimentierte Röntgen mit atonaler Musik, er schrieb eine bitonale Sinfonie, die zu seiner Lebzeiten nie veröffentlicht wurde, aber mittlerweile auf einer CD des CD-Labels Cobra erhältlich ist. Im Kino Tuschinsky in Amsterdam sorgte er manchmal für die Klavierbegleitung zu Stummfilmen des Folkloristen Dick van der Ven. Dabei spielte er Volksmusikstücke, die er schon früher bearbeitet hatte. Wie viele andere Pianisten seiner Zeit machte er auch Aufnahmen mit dem Pianola.
1930 empfing Röntgen die Ehrendoktorwürde der Universität Edinburgh. Der britische Musikwissenschaftler Donald Francis Tovey schrieb in seinem Nachruf in der Zeitung The Times, dass Röntgens Kompositionswerk jede musikalische Kunstform umfasse, eine vollendete Beherrschung der kompositorischen Techniken darstelle und jede Reihe seiner Werke in einer einzigartigen Meisterschaft gipfele.
Am 13. September 1932 starb Julius Röntgen in einer Klinik in Utrecht.
Nach dem Zweiten Weltkrieg wurde die Villa Gaudeamus Sitz der Gaudeamus-Gesellschaft, einer Gesellschaft für moderne niederländische Musik.
Das auf Klassik-Ersteinspielungen spezialisierte deutsche Klassiklabel cpo veröffentlichte (Stand 2021) vierzehn CDs mit seinen Sinfonien (3, 5, 6, 7, 8, 9, 10, 11, 12, 14, 15, 18, 19, 21, 22–24), Violin-, Violoncello- und Klavierkonzerten, und trug damit maßgeblich dazu bei, seinen Namen wieder bekannt zu machen. Das Label hat angekündigt, alle seine Sinfonien einzuspielen. Es arbeitet dabei teilweise mit dem Nederlands Muziekinstituut zusammen. Der amerikanische Pianist Mark Anderson startete 2014 ein Projekt zur Gesamteinspielung von Röntgens Klavierwerk. Stand 2024 sind beim Label Nimbus Records sechs CD-Alben erschienen.

## Verlegte Werke (Auswahl)
- Ballade für Klavier (Musikverlag Hofmeister)
- Passacaglia und Fuge für Klavier (Musikverlag Hofmeister)
- Präludium und Fuge für Klavier (Musikverlag Hofmeister)
- Cellosonate a-Moll op. 41 (Musikverlag B-Note)
- Sonate Nr.1 für Oboe und Klavier (Universal Edition)
- Sonate für Fagott und Klavier (Accolade Musikverlag)
- Sonate für Viola und Klavier (Donemus, Amsterdam)
- Trio für Flöte, Oboe, Fagott G-Dur op. 86 (Accolade Musikverlag)
- Hirtenlied für Oboe, 2 Violinen und Kontrabass (Karthause Musikverlag)
- Jung Volker op. 54 für Männerchor (Verlag Thomi-Berg)